# Nowe Kunowo
Nowe Kunowo – kolonia w Polsce, w województwie zachodniopomorskim, w powiecie stargardzkim, w gminie Kobylanka.
Nazwa miejscowości została ustalona i wpisana do wykazu urzędowych nazw miejscowości i ich części 1 stycznia 2021 roku.